# Kelloggella disalvoi
Kelloggella disalvoi är en fiskart som beskrevs av Randall 2009. Kelloggella disalvoi ingår i släktet Kelloggella och familjen smörbultsfiskar. Inga underarter finns listade i Catalogue of Life.